# Тръбни червеи
Тръбните червеи (Canalipalpata) са инфраклас многочетинести червеи, включващ 31 семейства. Най-ранният представител на този инфраклас е Terebellites franklini, който е бил открит в Нюфаундленд и датира от средата на периода камбрий.

## Описание
Тръбните червеи нямат зъби или челюсти. Покрити са с ресни, които се използват за транспортиране на хранителните частици към устата.

## Класификация
Инфраклас Тръбни червеи
- Семейство Polygordiidae
- Семейство Protodrilidae Czerniavsky, 1881
- Семейство Protodriloididae
- Семейство Saccocirridae Czerniavsky, 1881
- Разред Sabellida
  - Семейство Oweniidae Rioja, 1917
  - Семейство Sabellariidae Johnston, 1865
  - Семейство Sabellidae Malmgren, 1867
  - Семейство Serpulidae Rafinesque, 1815
  - Семейство Siboglinidae Caullery, 1914
  - Семейство Spirorbidae
- Разред Spionida Rouse & Fauchald, 1997
  - Семейство Apistobranchidae
  - Семейство Chaetophteridae Audouin & Milne Edwards, 1833
  - Семейство Longosomatidae
  - Семейство Magelonidae Cunningham & Ramage, 1888
  - Семейство Poecilochaetidae Hannerz, 1956
  - Семейство Spionidae Grube, 1850
  - Семейство Trochochaetidae
  - Семейство Uncispionidae
- Разред Terebellida Rouse & Fauchald, 1997
  - Семейство Acrocirridae Banse, 1969
  - Семейство Alvinellidae Desbruyères & Laubier, 1986
  - Семейство Ampharetidae Malmgren, 1866
  - Семейство Cirratulidae Carus, 1863
  - Семейство Ctenodrilidae
  - Семейство Fauveliopsidae
  - Семейство Flabelligeridae
  - Семейство Flotidae
  - Семейство Pectinariidae Quatrefages, 1866
  - Семейство Poeobiidae
  - Семейство Sternaspidae
  - Семейство Terebellidae Grube, 1851
  - Семейство Trichobranchidae